# Бённингхаузен, Клеменс Мария Франц фон
Кле́менс Мари́я Франц, барон фон Бённингха́узен (нем. Clemens Maria Franz von Bönninghausen; 1785—1864) — голландский и прусский ботаник и врач-гомеопат.

## Биография
Родился 12 марта 1785 года в имении Херингхавен в нидерландской провинции Оверэйссел в семье Людвига Эрнста фон Бённингхаузена и его супруги Терезии. Начальное образование получал в Мюнстере, затем поступил в Гронингенский университет. В 1806 году получил степень доктора обоих прав. Осенью стал адвокатом в Девентерском верховном суде. Быстро продвигаясь по карьерной лестнице, к 1810 году Бённингхаузен был королевским библиотекарем и главой Топографического бюро.
После отречения от престола короля Людовика I 1 июля 1810 года Бённингхаузен оставил государственную службу, принявшись изучать ботанику. В 1812 году женился, с 1814 года вёл переписку с ведущими специалистами по сельскому хозяйству — Тэером и Шверцем.
В 1816 году Бённингхаузен стал президентом Вестфальского провинциального суда в Косфельде, работал в этом качестве до 1822 года. Затем он был назначен директором Мюнстерского ботанического сада.
В 1827 году у Бённингхаузена был диагностирован туберкулёз, его состояние стремительно ухудшалось. Весной 1828 года Бённингхаузен, состояние которого было признано безнадёжным, написал прощальное письмо своему другу, ботанику и врачу-гомеопату Августу Вайе. К концу лета Бённингхаузен, воспользовавшись гомеопатическими средствами, предложенными Вайе, выздоровел, став активным сторонником распространения гомеопатии. Особого успеха по распространению новых методов лечения в Мюнстере Клеменс не имел, и вернулся в Гронингенский университет.
Известность Бённингхаузена возрастала, однако права заниматься врачеванием он не имел и рисковал потерять работу. Только в 1843 году Фридрих Вильгельм IV дал ему право официально работать врачом.
Примерно с 1830 года Бённингхаузен переписывался с Шпренгелем, Кохом, Линком, Декандолем. Он стал ведущим гомеопатом в Пруссии, в 1854 году Гомеопатический медицинский колледж Кливленда присвоил Бённингхаузену степень доктора медицины. 20 апреля 1861 года Клеменс фон Бённингхаузен стал кавалером Ордена Почётного легиона.
Скончался Клеменс Мария Франц фон Бённингхаузен 25 января 1864 года.

## Некоторые научные работы
- Bönninghausen, C.M.F. v. Prodromus florae monasteriensis westphalorum. — Münster, 1824. — 332 p.

## Роды, названные в честь К. Бённингхаузена
- Boenninghausenia Rchb. ex Meisn., 1837, nom. cons.
- Boenninghausia Spreng., 1826, nom. rej. [≡ Chaetocalyx DC., 1825]